# Eleição da cidade-sede dos Jogos Olímpicos de Verão de 2024 e 2028
A Eleição da cidade-sede dos Jogos Olímpicos de Verão de 2024 e 2028 ocorreu com cinco propostas, inicialmente submetidas para a edição de 2024. Após a retirada de várias postulações, apenas Paris e Los Angeles permaneceram no processo. Em julho de 2017, o Comitê Olímpico Internacional indicou as cidades de Paris como sede da edição de 2024 e Los Angeles como sede da edição de 2028. A decisão foi ratificada na 131ª Sessão do Comitê Olímpico Internacional em Lima, Peru, em 13 de setembro de 2017.

## Processo de escolha
O processo de candidatura para a edição de 2024 iniciou com a apresentação das cinco cidades candidatas em 16 de setembro de 2015. O processo foi dividido em três etapas, sendo a primeira fase a apresentação de uma estratégia de jogos, a segunda fase foi a busca de financiamentos e a terceira fase a apresentação dos locais, experiência e legados que serão deixados.
|   | Estágio                                      | Datas                                       | Data limite de envio    |
| - | -------------------------------------------- | ------------------------------------------- | ----------------------- |
| 1 | Visão, conceito e estratégias de jogos       | 15 de setembro de 2015 a 1 de junho de 2016 | 17 de fevereiro de 2016 |
| 2 | Busca de financiamentos e parcerias          | Junho a dezembro de 2016                    | 7 de outubro de 2016    |
| 3 | Apresentação dos jogos, experiência e legado | Dezembro de 2016 a setembro de 2017         | 3 de fevereiro de 2017  |

Cinco cidades candidatas foram anunciadas pelo Comitê Olímpico Internacional em 16 de setembro de 2015, Budapeste, Hamburgo, Los Angeles, Paris e Roma. No entanto, o processo sofreu retiradas de postulações, devidos a incertezas políticas e custos. Hamburgo retirou sua proposta em 29 de novembro de 2015, após a realização de um plebiscito. Roma retirou sua proposta em 21 de setembro de 2016, citando dificuldades financeiras. Em 22 de fevereiro de 2017, Budapeste retirou sua oferta, após a entrega de um abaixo-assinado pela população local.

### Cronograma
O Comitê Olímpico Internacional (COI) definiu que as datas do processo de escolha da Cidade-Sede das Olimpíadas de 2024 e 2028 teriam o seguinte cronograma:
- 15 de janeiro de 2015 — Começa a Fase de Convites
- 15 de setembro de 2015 — Anúncio das cidades candidatas
- 23 até 25 de setembro de 2015 — Primeiro encontro do Processo de Candidatura
- 16 de outubro de 2015 — Pagamento da primeira parcela da Candidatura (US$ 50,000)
- 16 de novembro de 2015 — Workshops individuais de cada candidatura na sede do COI em Lausanne
- 17 de fevereiro de 2015 — Prazo para a entrega da primeira parte do livro de candidatura
- 06/2016 — COI confirma as cidades que passam para a próxima fase
- 06/2016 — Workshop individual de cada cidade e avaliação da primeira parte do livro de candidatura
- 06/2016 — Pagamento da segunda parcela da candidatura (US$ 50,000)
- 7 de outubro de 2016 — Prazo para a entrega da segunda parte do livro de candidatura: Governança, Legislação e Novas Instalações Olímpicas
- 6 de dezembro de 2016 — COI confirma as cidades que passam para a próxima fase
- 01/2017 — Pagamento da última Parcela da candidatura (150 000 dólares)
- 3 de fevereiro de 2017 — Entrega da última parte do livro de candidatura: Entrega dos Jogos, Experiência e Legados Olímpicos
- Fevereiro até Junho de 2017 — Avaliação do COI e visita a cada uma das cidades candidatas
- 07/2017 — Publicação do relatório do COI sobre a candidatura de cada cidade. As cidades tinham o direito de resposta.
- 11 de julho de 2017 — O COI anunciou que as duas cidades finalistas iriam sediar respectivamente as edições de 2024 e 2028,sendo que a ordem ainda seria estabelecida.
- 13 de setembro de 2017 — Aconteceu a 130.ª Sessão do COI em Lima (Peru). Nesta sessão, aconteceu a ratificação de que Paris iria sediar os Jogos Olímpicos de Verão de 2024 e que Los Angeles nos Estados Unidos sediaria os Jogos Olimpicos de Verão de 2028.

## Candidaturas

### Paris
A capital francesa foi a primeira cidade a anunciar que estava interessada em receber os Jogos Olímpicos de Verão de 2024, e anunciou a sua intenção em 23 de junho de 2015, a data em que é celebrado o Dia Olímpico. O ex-ministro francês, Jean-Francois Lamour, percebeu que 2024 seria um ano chave para encaixar com o centenário da última vez em que os Jogos foram realizados na cidade e também o centenário dos Jogos Olímpicos de Inverno franceses gostariam muito disso. O tricampeão olímpico de canoagem slalom Tony Estanguet que é um dos presidentes do Comitê Organizador disse em uma entrevista ao canal RTL que a cidade iria vencer de qualquer jeito. A cidade deve investir por volta de 35 milhões de euros na construção de novos locais de competição.
Em 8 de Novembro de 2014, a prefeita de Paris, Anne Hidalgo, percebeu que os Jogos de 2024 seriam muito caros para a cidade, alegando que, "Nós não estamos em uma boa situação financeira e orçamental para garantir esta candidatura." e que a  estava sendo avaliada uma potencial candidatura para os Jogos Olímpicos de Verão de 2028.
Entretanto, cinco meses depois em Março de 2015, Hidalgo autorizou à candidatura. No dia 14 de abril do mesmo ano, os conselheiros da cidade de Paris aceitaram a proposta e a cidade assim se tornou a primeira cidade postulante aos Jogos de 2024. Desde então, Hidalgo se posicionou como uma das principais apoiadoras da candidatura. Ela e o então presidente da França, François Hollande, fizeram parte da comitiva da cidade durante os Jogos Olímpicos de Verão de 2016 no Rio de Janeiro .
Em 26 de junho de 2015, a Federação Francesa de Vela anunciou que iria realizar um processo de seleção para a sede do esporte. Seis cidades como Le Havre (Seine-Maritime), La Rochelle, Brest, Hyères, Marselha, Bouches-du-Rhône e Quiberon manifestaram o seu interesse. Em 7 de setembro de 2015, foi anunciado que Marselha foi escolhida com a subsede da vela.
Em 9 de fevereiro de 2016, Paris revelou o logotipo de sua candidatura por meio de uma projeção no Arco do Triunfo, exatamente às 20:24, sendo o logotipo uma versão multicolorida da Torre Eifel com as inscrições Paris 2024, Cidade Candidata aos Jogos Olímpicos de Verão de 2024, e ao mesmo tempo ele foi revelado também na prefeitura de Marselha .
Em 12 de novembro de 2016, Anne Hidalgo e o judoca multimedalhista Teddy Riner lideraram a delegação da cidade para uma apresentação de Paris para os membros de Comitê Olímpico Internacional e líderes desportivos durante a Feira SportAccord em Doha, Qatar.
Em janeiro de 2017, o Comitê de Paris propôs reduzir as suas emissões de carbono em mais de metade em comparação com Londres e ao Rio de Janeiro e assim realizar os "Jogos mais sustentáveis da história ".. Para a apresentação da terceira e última parte do seu projeto, a Torre Eiffel foi adornada com as cores olímpicas em 3 de fevereiro de 2017. Essa iluminação especial foi feita para anunciar o slogan da candidatura da cidade: "Feita para compartilhar".
Em fevereiro de 2017, lideradas por Denis Coderre, prefeito de Montreal, mais de 50 cidades anunciaram seu apoio à candidatura de Paris 2024, incluindo sedes anteriores como Sydney, Atenas, Cidade do México, Barcelona e Tóquio.
No final de fevereiro, a prefeita Hidalgo foi a Tóquio para conhecer a governadora da região metropolitana, Yuriko Koike com base a um intercambio entre os stakeholders das duas cidades .

### Los Angeles
Em 26 de abril de 2014, o Comitê do Sul da Califórnia para os Jogos Olímpicos anunciou sua proposta de candidatura para as Olimpíadas de 2024. Em 28 de julho de 2015, o USOC contatou Los Angeles sobre como licitante substituto para os Jogos de Verão de 2024, depois que Boston desistiu de sua candidatura. Em 1º de setembro de 2015, a Câmara Municipal de LA votou 15-0 para apoiar uma candidatura para os Jogos Olímpicos de Verão de 2024. O Comitê Olímpico dos EUA finalizou sua seleção momentos após a votação do Conselho Municipal de LA. Em 13 de janeiro de 2016, funcionários do comitê de Los Angeles 2024 disseram que estavam "emocionados em dar as boas-vindas" à construção de um estádio de futebol de última geração no valor de mais de US$ 2 bilhões em Inglewood, Califórnia, e acreditavam que o a chegada de um – e talvez dois – times da NFL aumentaria suas chances. Em 25 de janeiro de 2016, o comitê Los Angeles 2024 anunciou que planejava colocar sua Vila Olímpica no campus da UCLA . LA 2024 também anunciou que membros da mídia e algumas autoridades olímpicas seriam alojados em um complexo residencial de 15 acres planejado para ser construído pela USC.
Em 16 de fevereiro de 2016, LA 2024 revelou um novo logotipo e seu slogan: “Siga o sol”.  Em 23 de fevereiro de 2016, mais de 88% dos Angelenos eram a favor da cidade sediar a candidatura dos Jogos Olímpicos e Paralímpicos de 2024, de acordo com uma pesquisa realizada pela Loyola Marymount University. Em 10 de março de 2016, as autoridades de Los Angeles que concorreram para os Jogos Olímpicos de Verão de 2024 voltaram seu foco para instalações temporárias que poderiam ser necessárias. Os planos atuais incluem uma pista elevada construída sobre o campo de futebol do Los Angeles Memorial Coliseum e uma proposta para converter temporariamente a Rua Figueroa em um calçadão de quilômetros de extensão para pedestres e ciclistas.

### Escolha conjunta
Em 30 de março de 2017, a equipe de avaliação do Comitê Olímpico Internacional (COI) concluiu uma análise em Paris e Los Angeles, onde elogiou a criatividade e promessa e ótimo legado pós-jogos. Em 3 de abril de 2017, durante convenção do COI em Copenhague, Dinamarca, foi decidido que, devido ao baixo número de cidades interessadas, a escolha das sedes de 2024 e 2028 seria feita ao mesmo tempo. As duas cidades restantes concordaram em adotar este modelo de escolha.
O Conselho Executivo do COI reuniu-se em Lausanne, Suíça, para discutir os processos de escolha das edições de 2024 e 2028 em 9 de junho de 2017. O Comitê ainda estabeleceu uma data para que as delegações de Paris e Los Angeles se reunissem para definir a ordem dos jogos. Em 31 de julho de 2017, Los Angeles anunciou que iria sediar a edição de 2028, consequentemente Paris sediará a edição de 2024. As duas cidades aprovaram a maneira como foi tratado o processo. Em 13 de setembro de 2017, durante a 131ª Sessão em Lima, Peru, o Comitê Olímpico Internacional ratificou e oficializou a decisão.